# Cujo
Cujo ist ein Horrorroman des US-amerikanischen Autors Stephen King. Cujo bildet den dritten Teil des sogenannten Castle-Rock-Zyklus. Erstveröffentlicht wurde der Roman durch den New Yorker Verlag Viking Press im Jahre 1981, die deutsche Übersetzung von Harro Christensen wurde 1986 durch den Bastei-Lübbe-Verlag herausgegeben. Cujo wurde im Jahre 1983 vom Regisseur Lewis Teague verfilmt.

## Inhalt
Der Roman handelt von dem aus der New Yorker Werbeindustrie stammenden Victor Trenton, der gemeinsam mit seiner Frau Donna und ihrem Sohn Tad nach Castle Rock gezogen ist, um dort seinen Lebenstraum zu erfüllen und die eigene Firma Ad Worx zu gründen. Seine Frau hat Victor unterdessen mit dem Möbelrestaurator betrogen, was für sie aber nur eine kurzfristige Affäre war. Die Ehe von Donna und Vic befindet sich in einer Krise. Während Vic sich auf eine Geschäftsreise begibt, bringt Donna den gemeinsamen Wagen, der einen Motorschaden hat, zu Joe Camber, dem Inhaber einer kleinen Werkstatt am Rande Castle Rocks und Besitzer des titelgebenden Bernhardiners Cujo. Der Bernhardiner hat sich während einer Kaninchenjagd durch einen Fledermausbiss mit der Tollwut infiziert.
Während Victor Trenton auf seiner Geschäftsreise immer wieder versucht, seine Frau Donna telefonisch zu erreichen, ist Donna gemeinsam mit ihrem Sohn Tad im defekten Wagen auf dem Hof der Cambers bei brütender Hitze eingesperrt. Der tollwütige Cujo wartet vor dem Wagen und versucht mehrfach, die beiden Gefangenen anzugreifen. Seinen Besitzer und dessen Freund Gary hat Cujo bereits umgebracht. Sheriff Bannermann, der bereits aus Stephen Kings Roman „Dead Zone – Das Attentat“ bekannt ist und dort den Serienmörder Frank Dodd zur Strecke bringt, wird bei einem spektakulären Versuch, Donna und Tad zu retten, von Cujo getötet. Donna schafft es, mit letzter Kraft den Hund mit einem Baseballschläger zu erschlagen, kann ihren Sohn aber nicht mehr vor dem Verdursten retten. Kurz nach dem Tod des Hundes schafft es Victor, auf den Hof zu kommen. Donna ist inzwischen selbst mit der Tollwut infiziert und wehrt sich gegen Ende des Romans, vom Hof abtransportiert zu werden.
Die Therapie schlägt allerdings an und sie erholt sich langsam von der Krankheit.

## Verknüpfungen mit anderen Werken
- Sheriff Bannerman tauchte schon in Dead Zone – Das Attentat und Die Leiche (Sammlung Frühling, Sommer, Herbst und Tod) auf.
- In Die Leiche erwähnt der Erzähler Gordie Lachance außerdem Cujo selbst. Man erfährt, dass Cujo 20 Jahre nach dem Abenteuer der vier Jungen Tollwut bekommt und bis dahin Choppers der Hund von Milo Pressmann, dem Besitzer der Mülldeponie, war, den man in Castle Rock am meisten fürchtete.
- Der Ort des Showdowns, Townroad Nummer 3, wird des Öfteren erwähnt; direkt aufgesucht wird er in In einer kleinen Stadt von Polly Chalmers, die für Ace Merrill eine Falle stellt und dabei Cujos Geist auf dem Anwesen zu spüren glaubt.
- In Friedhof der Kuscheltiere berichtet Jud Crandall von einem tollwütigen Bernhardiner. Dieser habe vor Jahren vier Menschen in Maine auf grausame Weise getötet.
- In Das Spiel ist Cujo ein Schäferhund, der den Leichnam des verstorbenen Gerald in Teilen verspeist.
- Victor Trenton, mittlerweile 72 Jahre alt, muss sich in Klapperschlangen (Sammlung Ihr wollt es dunkler) noch einmal den Schrecken der Vergangenheit stellen.

## Wissenswertes
- 1982 wurde Cujo von der New York Public Library als eines der besten Jugendbücher ausgezeichnet, dennoch hat der Roman ein hohes Maß an Kritik einstecken müssen. In vielen Teilen der Vereinigten Staaten wurde Cujo von den Einkaufslisten der Schulbibliotheken gestrichen, da er „schmutzig und von fragwürdigem sexuellen Gehalt“ sei, wie beispielsweise die Bibliothek von Rankin County (Mississippi) verlauten ließ.[1]
- Das Buch wurde 1983 von Regisseur Lewis Teague mit Dee Wallace, Daniel Hugh-Kelly, Danny Pintauro und Ed Lauter in den Hauptrollen unter gleichem Namen verfilmt.
- King löste seinerzeit einen Sturm des Protestes aus, als er den vierjährigen Tad im Wagen verdursten ließ. Er selbst kommentierte bei einem Interview mit Douglas E. Winter das Schreiben dieser Szene so: „Das Kind sah tot aus. Das hat mir noch nicht sehr viel ausgemacht, denn ich wusste, was da passiert war, sein Herz hatte ganz einfach ausgesetzt. Sie [Donna] hat ihn Mund zu Mund beatmet, und dann taucht ihr Mann auf. Plötzlich merke ich, dass inzwischen 15 Minuten vergangen sind – sie beatmet ihn immer noch. (…) Ich will nicht darüber nachdenken, was ich entscheide, wenn ich schreibe – und so starb mir das Kind eben weg.“[2] Im Film aber darf Tad überleben.
- Die Inspiration zu seinem Roman kam King, als er nach einer Motorradpanne einen abgelegenen Mechaniker aufsuchte und ihm ein riesiger Hund begegnete, der nach ihm schnappte, bevor sein Herrchen ihn zurückpfiff.
- Da Stephen King jahrelang alkohol- und kokainabhängig war, kann er sich heute nicht mehr an die Niederschrift von Cujo erinnern. „Ich habe jede Nacht einen Kasten Bier getrunken. Abends konnte ich kein Bier im Kühlschrank lassen. Ich musste es in den Abfluss schütten, weil ich sonst wieder aufgestanden wäre, um weiterzutrinken. Allerdings erinnere ich mich nicht mehr daran, meinen Roman Cujo geschrieben zu haben. Aber es gibt ihn, und, ehrlich gesagt, ich mag ihn“, sagte King dem Spiegel.[3]